# Oel Dhakwa
Oel Dhakwa es un pueblo y nagar Panchayat situado en el distrito de Lakhimpur Kheri en el estado de Uttar Pradesh (India). Su población es de 12958 habitantes (2011). 

## Demografía
Según el censo de 2011 la población de Oel Dhakwa era de 12958 habitantes, de los cuales 6762 eran hombres y 6196 eran mujeres. Oel Dhakwa tiene una tasa media de alfabetización del 70,04%, superior a la media estatal del 67,68%: la alfabetización masculina es del 76,10%, y la alfabetización femenina del 63,46%.